# Aiko Shimajiri
Aiko Shimajiri (島尻安伊子, Shimajiri Aiko), née le 4 mars 1965, est une femme politique japonaise, représentant la préfecture d'Okinawa à la Chambre des conseillers du Japon et à la Chambre des représentants du Japon pour le Parti libéral-démocrate japonais. Elle rejoint le gouvernement Abe III, au poste de Ministre d'État chargée d'Okinawa et des Territoires du Nord, chargée de la Politique spatiale, océanique, scientifique et technologique.

## Jeunesse et études
Shimajiri naît le 4 mars 1965 à Sendai,. Elle obtient en 1988 son diplôme de la Faculté des Lettres de l'Université Sophia. Elle travaille ensuite pour la banque d'investissement Lehman Brothers jusqu'en 1997. Elle devient ensuite professeur dans une école de langue japonaise, école dont elle est également vice-présidente.

## Carrière électorale
Shimajiri commence sa carrière politique en tant que membre du conseil municipal de Naha en 2004, soutenue par le Parti démocrate du Japon,. En 2007, elle se présente aux élections partielles de la Chambre des Conseillers, pour remplacer Keiko Itokazu (en), le précédent conseiller ayant démissionné pour se présenter au poste de gouverneur d'Okinawa. Elle fait campagne avec le slogan « Changer la politique depuis la cuisine », et s'est depuis concentré sur les questions de consommation alimentaire, et se présente en tant qu'indépendante. Elle remporte cette élection partielle, d'une courte avance.  
Une fois élue, elle rejoint le Parti libéral-démocrate. Elle est candidate à se réélection en 2010, cette fois directement sous l'investiture du PLD, et remporte l'élection, conservant ainsi son siège à la chambre des conseillers.  

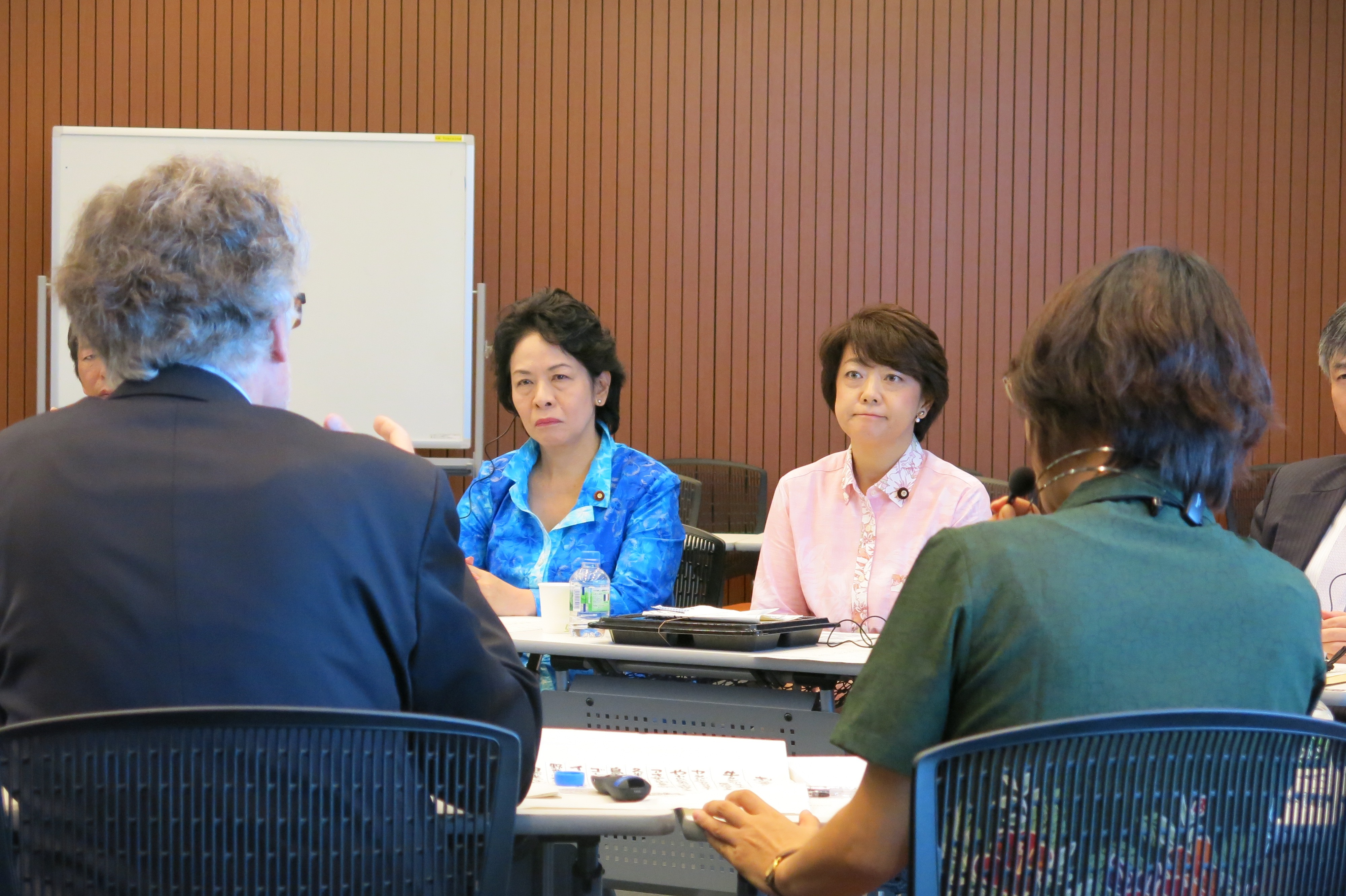
Aiko Shimajiri et Natsumi Higa, une autre personnalité politique du PLD d'Okinawa, lors d'une réunion publique en 2016.

En 2012, elle est également nommée dans le gouvernement Abe II, au poste de secrétaire parlementaire chargée de la Reconstruction, ainsi que secrétaire parlementaire chargée des relations avec le Bureau du Cabinet. Elle est également nommée à la tête du Bureau des femmes du Parti libéral-démocrate,. En 2014, elle est également nommée à la tête de la commission de l'environnement de la Chambre des conseillers, pour une durée d'un an.  
Shimajiri rejoint en 2013 le gouvernement Abe III, cette fois au poste de Ministre d'État, qui ne dirige pas de ministère, mais chargée d'Okinawa et des Territoires du Nord, chargée de la Politique spatiale, océanique, scientifique et technologique,.  
Elle se présente à nouveau à sa réélection en 2016, mais est cette fois battue par le candidat de l'opposition et maire de Ginowan Yōichi Iha (en). Cette défaite est associée par certains analystes politiques à un rejet de la politique de relocalisation des bases américaines à Okinawa, promue par Shimajiri et le gouvernement Abe, mais assez impopulaire sur l'île,. Elle continue à exercer son poste de ministre jusqu'au prochain remaniement du gouvernement Abe, malgré sa défaite. Elle travaille ensuite dans le cabinet de son successeur, Yōsuke Tsuruho (ja), et se spécialise dans les problématiques liées à la pauvreté infantile. Elle conserve son poste dans les cabinets suivants, sous la tutelle d'autres ministres,.  
Shimajiri se présente en 2019 dans la troisième circonscription de la préfecture d'Okinawa, soutenue par le PLD, à l'issue d'une élection locale partielle,, mais échoue à être élue. Elle se représente en 2021 dans la troisième circonscription d'Okinawa aux élections législatives japonaises de la même année, axant sa campagne autour du sentiment antichinois très présent dans la jeunesse okinawaïenne, en opposition aux générations antérieures, historiquement plus ancrées à gauche et opposées à la présence de bases américaines sur l'île. Elle est élue et fait son retour en politique nationale.  
En août 2023, elle redevient la présidente du Bureau des femmes du PLD, à la suite de la démission de Rui Matsukawa, prise dans un scandale à cause d'un voyage en France. Elle exerce cette fonction par intérim, avant la nomination à ce poste d'Harumi Takahashi. Shimajiri est de nouveau réélue lors des élections législatives japonaises de 2024.   

## Prises de positions
Au niveau national, Shimajiri apporte à la Diète du Japon des problématiques spécifiques à Okinawa, pour faire entendre la voix de ses électeurs. Elle est considérée comme ayant des vues conservatrices, ainsi que fortement pro-américaines.
Comme la majorité des représentants de son parti, elle fait la promotion des Abenomics, politique économique japonaise promue par le premier ministre Shinzō Abe, qu'elle soutient. Elle estime également que l'énergie nucléaire est nécessaire à la contribution énergétique japonaise pour le moment, même si l'armement nucléaire ne devrait pas être envisagé. En outre, elle souhaite une révision de la constitution antimilitariste du Japon. 

## Vie privée
Shimajiri est mariée depuis 1989, et déménage à Okinawa pour suivre son mari. Elle est mère de trois fils et d'une fille.

## Controverses
Bien qu'ayant fait campagne pour sa réélection à la chambre des conseilleurs du Japon en 2010 pour le déménagement de la base américaine de Futenma hors de la préfecture d'Okinawa, elle revient sur ses propos en 2013, alors qu'elle est secrétaire parlementaire chargée des relations avec le Bureau du Cabinet, et annonce qu'elle valide le déplacement de la base vers le village côtier d'Henoko,.
En 2013, elle est également critiquée pour ses visites au sanctuaire Yasukuni, sanctuaire shinto, considéré par certains comme l'un des symboles nationalistes du Japon, mais également de son passé colonialiste. Elle répond à ces critiques en indiquant qu'il est, à ses yeux, « normal de rendre hommage à ceux qui ont servi le pays ».
En février 2016, elle crée également la polémique en oubliant le nom d'une des îles Kouriles, territorialement contestées entre la Russie et le Japon, alors qu'elle est ministre chargée des problématiques liées aux territoires du Nord.